# Rosocha (Piecki)
Pour les articles homonymes, voir Rosocha.
Rosocha est un village de Pologne, situé dans le gmina de Piecki, dans le powiat de Mrągowo, dans la voïvodie de Varmie-Mazurie.

## Source
- (en) Cet article est partiellement ou en totalité issu de l’article de Wikipédia en anglais intitulé « Rosocha, Warmian-Masurian Voivodeship » (voir la liste des auteurs).